# Дорофєєв Іван Миколайович
Іван Миколайович Дорофєєв (26 жовтня 1914, Суженка — 22 серпня 1945, Берлін) — Герой Радянського Союзу, в роки радянсько-німецької війни командир кулеметного взводу 100-го гвардійського стрілецького полку 35-ї гвардійської Лозівської Червонопрапорної орденів Суворова і Богдана Хмельницького стрілецької дивізії 8-ї гвардійської армії 1-го Білоруського фронту, гвардії лейтенант.

## Біографія
Народився 26 жовтня 1914 року в селі Суженка (нині Володарського району Донецької області України) в сім'ї селянина. Українець. Закінчив середню школу, машинобудівний технікум у місті Маріуполь Донецької області.
У Червоній Армії з 1938 року. Учасник радянсько-німецької війни з червня 1941 року.
1 серпня 1944 року Іван Дорофєєв з групою бійців переправився через Віслу недалеко від села Вульна-Атарновчіа в районі міста Магнушев (Польща). З ходу встановив станкові і ручні кулемети. Нацисти кинули в бій сотні автоматників. Десантники швидко розсіяли ворожі цілі, притиснули їх до землі. Але гітлерівці продовжували наступати. Вони зайшли з флангу і створили загрозу оточення. Досвідчений офіцер наказав не стріляти і чекати, коли німці підуть в атаку. Він розрахував правильно. Як тільки вогонь почав слабшати, нацисти вирішили, що у кулеметників немає боєприпасів або вони вже всі перебиті і з криком кинулися вперед. Командир взводу сам ліг за кулемет і терпляче чекав, поки вороги підійдуть зовсім близько на рівну, без єдиного кущика, галявину, а потім відкрив вогонь довгими чергами. Німці не чекали цього. Вони за інерцією ще бігли прямо на радянські кулемети, проте ланцюг помітно порідів. Деякі кинулися назад, але кулі їх наздоганяли. Більшість ворожих солдатів залягли, але сховатися було ніде, і кулеметники легко діставали їх своїми чергами. Вся галявина була всіяна трупами.
У бою за село Воля-Магнушевська, взаємодіючи із стрілецькими ротами, першим увірвався в село. Німці вирішили будь-що-будь вибити передовий загін. Вони кинули в бій танки з десантом автоматників. Взвод Дорофєєва діяв чітко і злагоджено. Не відступивши ні на крок, бійці щільним вогнем відсікли автоматників від танків. Залишившись без піхотного прикриття, ворожі танки не зважилися продовжувати наступ. Атака була відбита. Гітлерівці втратили убитими до 25 осіб. Радянські бійці відбили дві контратаки переважаючих сил противника.
Указом Президії Верховної Ради СРСР від 24 березня 1945 року за зразкове виконання бойових завдань командування на фронті боротьби з німецько-нацистськими загарбниками і проявлені при цьому мужність і героїзм, гвардії лейтенанту Дорофєєву Івану Миколайовичу присвоєно звання Героя Радянського Союзу з врученням ордена Леніна і медалі «Золота Зірка» (№ 6486).
І. М. Дорофєєв з боями дійшов до Берліна, відсвяткував День Перемоги.

Погруддя у Володарському

Після війни продовжував службу у лавах Червоної Армії. Трагічно загинув в автомобільній катастрофі 22 серпня 1945 року в столиці Німеччини — місті Берліні. Похований у місті Потсдам (Німеччина).

## Нагороди, пам'ять
Нагороджений орденом Леніна, медалями.
На батьківщині Героя встановлено меморіальну дошку. Його ім'я носила піонерська дружина середньої школи села Старченкове Володарського району Донецької області України. У смт Нікольському, на алеї перед краєзнавчим музеєм встановлено бюст Івану Дорофєєву.